# Croton choristadenius
Espèce
Croton choristadenius est une espèce de plantes à fleurs du genre Croton et de la famille des Euphorbiaceae, présente des Célèbes au nord de Queensland.
Il a pour synonyme :
- Croton philombros, Croizat, 1942
- Croton pusilliflorus, Croizat, 1942
- Croton semunculus, Croizat, 1942